# Ulrich Weber (Manager)
Ulrich Weber (* 14. März 1950 in Krefeld; † 20. Februar 2023) war ein deutscher Manager. Er gehörte von 2009 bis 2017 dem Vorstand der Deutschen Bahn an.

## Leben
Nach seinem Jurastudium arbeitete er zunächst als Rechtsanwalt in Krefeld. Von 1984 bis 1987 war er für die Ruhrkohle AG in Essen tätig. Von 1987 bis 1990 arbeitete er für die Westfälische Berggewerkschaftskasse, deren Geschäftsführer er 1989 wurde. Zugleich war er 1987/88 Kanzler der Fachhochschule Bergbau in Bochum. 1990 wechselte er zur Deutschen Montan Technologie GmbH Bochum/Essen, wo er bis 1993 als Geschäftsführer tätig war.
Zwischen 1993 und 1998 arbeitete Ulrich Weber als Mitglied des Vorstandes und Arbeitsdirektor für die Cubis AG in Essen, ab 1997 als deren stellvertretender Vorstandsvorsitzender. Von 1998 bis 2001 war Weber Mitglied des Vorstandes und Arbeitsdirektor der RWE Rheinbraun AG in Köln. 2001 wurde Weber zum Mitglied des Vorstandes und Arbeitsdirektor der RAG Aktiengesellschaft in Essen berufen, seit 2006 hatte er diese Funktion im Nachfolgeunternehmen Evonik Industries AG inne, das er in tiefgreifenden Umstrukturierungen begleitete. Außerdem war er von 2007 bis 2009 Mitglied des Vorstandes der RAG-Stiftung.
Er wurde am 13. Mai 2009 vom damaligen DB-Aufsichtsratschef Werner Müller gefragt, ob er Personalvorstand der Deutschen Bahn werden wolle. Ab dem 1. Juli 2009 war Weber Personalvorstand der Deutschen Bahn AG und der DB Mobility Logistics AG.
Am 18. September 2013 verlängerte der Aufsichtsrat der Deutschen Bahn Webers zum 1. Juli 2014 auslaufenden Vertrag bis 31. März 2017. Nach eigenen Angaben von Ende 2013 wolle er sich danach wahrscheinlich zur Ruhe setzen. In den Jahren 2014 und 2015 führte er die Verhandlungen des Unternehmens mit der Gewerkschaft Deutscher Lokomotivführer. In diesem Tarifkonflikt galt er zeitweise als der sichtbarste Manager der Deutschen Bahn.
Nach Angaben von Mai 2015 wollte er nach Abschluss der Tarifverhandlungen mit der Gewerkschaft Deutscher Lokomotivführer sein Mandat niederlegen. Weber wollte, nach Angaben vom Oktober 2016, die laufenden Tarifverhandlungen zu Ende führen und den Vorstand anschließend verlassen. Am 14. Dezember 2016 verlängerte der DB-Aufsichtsrat Webers im Frühjahr 2017 auslaufenden Vertrag bis Ende 2018. Er übernahm dabei zusätzlich die Bereiche Recht und Datenschutz. Im Juli 2017 wurde bekannt, dass er zum Jahresende seine Funktion niederlegen würde. Gegenüber Führungskräften habe er gesagt, sein Nachfolger als Personalvorstand solle beim Neuaufbau des Vorstandsteams von Anfang an mit dabei sein. Ferner solle sein Nachfolger ausreichend Zeit haben, sich auf die Ende 2018 beginnende Tarifrunde vorzubereiten.
Nachfolger wurde Martin Seiler, bis dahin Personalchef der Deutschen Telekom.
Von 2016 bis zu seinem Tod war Weber Mitglied des Aufsichtsrats von Evonik.
Ulrich Weber starb am 20. Februar 2023 im Alter von 72 Jahren.

## Ehrenamt
Ulrich Weber war von 2005 bis 2010 nebenamtliches Mitglied der Kirchenleitung der Evangelischen Kirche im Rheinland. Zudem war er Vorsitzender des Sozialethischen Ausschusses der rheinischen Landeskirche.